# Randazzo

Ubicació de Randazzo dins de la província

Randazzo (sicilià Rannazzu, en català medieval Randàs) és un municipi italià, dins de la ciutat metropolitana de Catània. L'any 2006 tenia 11.215 habitants. Limita amb els municipis d'Adrano, Belpasso, Biancavilla, Bronte, Castiglione di Sicilia, Centuripe (EN), Floresta (ME), Maletto, Nicolosi, Regalbuto (EN), Roccella Valdemone (ME), Sant'Alfio, Santa Domenica Vittoria (ME), Tortorici (ME), Troina (EN) i Zafferana Etnea.

## Administració
| Període | Identitat         | Partit      |
| ------- | ----------------- | ----------- |
| 2008-   | Ernesto Del Campo | Centredreta |

## Personatges il·lustres
- Antonio Canepa, cap de l'EVIS, va morir a Randazzo.
- Erasmo Marotta, jesuïta i compositor.